# Avril 1853

## Événements
- 11 avril : la Belgique et la Russie nouent des relations diplomatiques : la Belgique ayant rayé des cadres du service actif les officiers polonais réfugiés après la révolte de 1830, la Russie accepte de la reconnaître.
- 19 avril : Floris van Hall devient le chef du gouvernement conservateur aux Pays-Bas (fin en 1856).

## Décès
- 13 avril : Leopold Gmelin, chimiste allemand (° 1788).
- 24 avril : Amédée de Failly, homme politique belge (° 17 avril 1789).